# Bī Nahr-e Soflá
Bī Nahr-e Soflá (persiska: بی نهر سفلی, Bīnahr-e Soflá) är en ort i Iran.   Den ligger i provinsen Kermanshah, i den västra delen av landet, 500 km väster om huvudstaden Teheran. Bī Nahr-e Soflá ligger 1 440 meter över havet och antalet invånare är 107.
Terrängen runt Bī Nahr-e Soflá är kuperad. Runt Bī Nahr-e Soflá är det ganska tätbefolkat, med 60 invånare per kvadratkilometer. Närmaste större samhälle är Gahvāreh, 19,4 km sydost om Bī Nahr-e Soflá. Omgivningarna runt Bī Nahr-e Soflá är i huvudsak ett öppet busklandskap.